# Giuseppe Pensabene
Giuseppe Pensabene (Palermo, 1898 – Roma, 1968) è stato un architetto italiano.

## Biografia
Nel 1923 si laurea in ingegneria presso la Regia Scuola di Applicazione per Ingegneri a Palermo. Successivamente, sempre a Palermo, ottiene anche il diploma in architettura.
Già dall'inizio dell'attività di Pensabene è da notare un netto distacco dalla linea d'insegnamento, che a Palermo è ancora improntata dall'opera di Ernesto Basile. Nel 1927 Pensabene partecipa con alcuni progetti alla Prima Mostra di Architettura Siciliana, dove si fa notare da Enrico Calandra come uno dei pochi a proporre un'architettura in rotta con la tradizione. Nel 1929 partecipa al concorso per la cattedrale di La Spezia, senza però ottenere un riconoscimento ufficiale. 

### Il periodo razionalista
Alcuni anni più tardi, nel 1931, è tra gli architetti siciliani trasferiti a Roma che aderiscono al MIAR, con il quale partecipa alla Seconda Esposizione di Architettura Razionale. D'altronde è l'unico fra gli architetti siciliani a scrivere su Casabella. Negli anni a seguire, dal 1931 al 1933, è autore di alcuni articoli, nei quali riprende la polemica del MIAR contro l'establishment accademico dominato da Piacentini e Calza Bini. Da collaboratore di Casabella e Quadrante nel 1934 passa il fronte degli avanguardisti più spietati per lavorare con le riviste di Ugo Ojetti e Telesio Interlandi (Quadrivio, Il Tevere) abbracciando una posizione nettamente più fascista, cioè vicina alla politica di architettura del regime promossa soprattutto da Marcello Piacentini.
A partire dal 1938 aderisce apertamente alle teorie razziste del Regime, pubblicando decine di articoli (alcuni con lo pseudonimo di G. Dell'Isola) sul periodico La difesa della razza, il più diffuso e accanito strumento del razzismo italiano in epoca fascista.

## Scritti
- Libro giallo dell'architettura italiana (pubblicato dal 16 dicembre 1932 al 6 gennaio 1933 nel giornale 'Il Tevere'
- Sabaudia. In: Casabella, 7.1933/10, pp. 30–35
- Significato estetico del razionalismo. In: Quadrante, 1.1933/1, pp. 6–7.
- Può oggi esistere l'architettura? Palermo 1930
- La razza e la civiltà. Roma 1939
- La razza e le arti figurative. Roma 1939